# Lola Tórtola
Dolores Tórtola Hernández (Murcia, 1997), conocida como Lola Tórtola, es una médica y poeta española, ganadora del Premio Nacional de Poesía Joven Miguel Hernández 2024.

## Trayectoria
Nació en Murcia. Se graduó en Medicina y empezó la residencia de cirugía plástica, estética y reparadora en un hospital de Madrid. Se ha formado en la Universidad de Murcia, en la Universidad de Roma La Sapienza y en la Universidad Comenius de Bratislava.
Sus poemas aparecieron en revistas literarias, como Ágora-Papeles de Arte Gramático (n.º 16) o Mirlo (n.º 6 y 20). Uno de sus poemas fue seleccionado para la exposición dedicada a la historia de esta revista en el Palacio de la Isla de Burgos (2024).
En 2023, publicó su primer libro de poesía, Los dioses destruidos, gracias al accésit que recibió en un certamen de poesía.

## Reconocimientos
A lo largo de su trayectoria como escritora, ha conseguido diversos reconocimientos. En 2022 obtuvo un accésit del Premio Adonáis de poesía por su obra Los dioses destruidos, convirtiéndose en la primera murciana en conseguirlo. En septiembre de 2024 fue reconocida por el Ministerio de Cultura de España con el Premio Nacional de Poesía Joven Miguel Hernández por la misma obra. El galardón contaba con una dotación económica de 30.000 euros.